# Colo Colo (Mapuche)

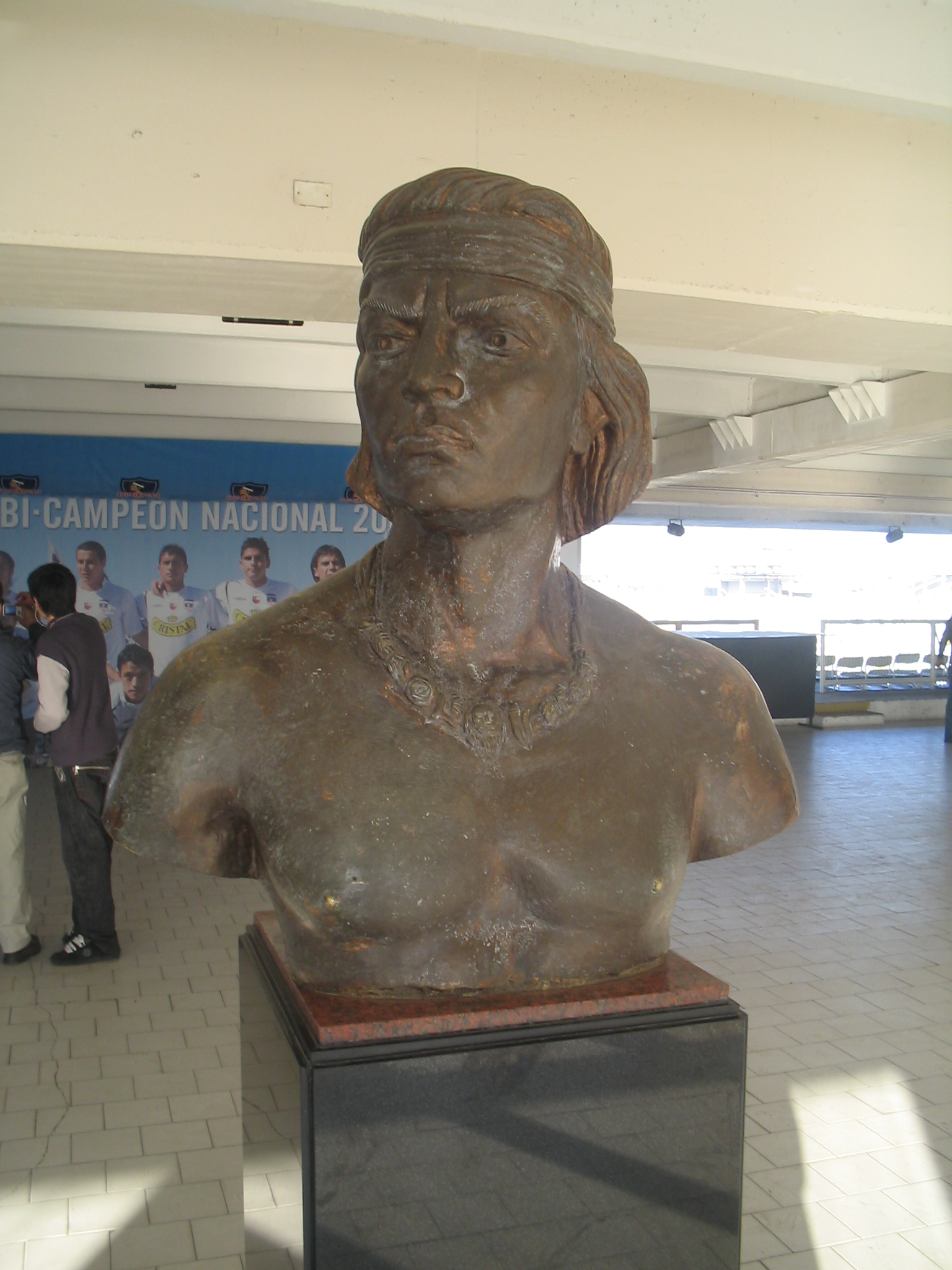
Büste des Colo Colo im Estadio Monumental David Arellano

Colo Colo (vom Mapudungun colo-colo, „Bergkatze“; ca. 1490–ca. 1555) war ein Cacique (Anführer) der Mapuche.
Colo Colo folgte 1551 Caupolicán als oberster militärischer Führer der Mapuche. Zusammen mit diesem und Lautaro befehligte er die Mapuche in der Schlacht von Tucapel (1553), in der die spanische Armee unter Pedro de Valdivia geschlagen wurde.
Nach diesem Cacique wurden nicht nur Straßen in Chile benannt, sondern insbesondere auch der populärste chilenische Fußballclub CSD Colo-Colo.
Auch der Asteroid (1973) Colocolo ist nach ihm benannt.